# Ngô Sĩ Liên
Ngô Sĩ Liên (chữ Hán: 吳士連) là một nhà sử học thời Lê sơ, sống ở thế kỷ 15. Ông là người đã tham gia khởi nghĩa Lam Sơn và có công lớn trong việc biên soạn bộ Đại Việt sử ký toàn thư  – bộ quốc sử chính thống cổ nhất của Việt Nam được lưu truyền tới ngày nay.

## Tiểu sử
Ngô Sĩ Liên sinh ở huyện Chương Đức (nay là thôn Chúc Lý, xã Ngọc Hòa, huyện Chương Mỹ, Hà Nội). Mộ phần của ông hiện đang táng tại thôn Ngọc Giả, thị trấn Chúc Sơn, huyện Chương Mỹ, Hà Nội.

## Sự nghiệp
Ngô Sỹ Liên tham gia khởi nghĩa Lam Sơn khá sớm, cùng với Nguyễn Nhữ Soạn (em cùng cha khác mẹ với Nguyễn Trãi) giữ chức vụ độ sứ (thư ký) trong nghĩa quân, nhiều lần được Lê Lợi cử đi giao thiệp với quân nhà Minh trong những thời kỳ đôi bên tạm hòa hoãn để củng cố lực lượng.
Tháng 3 năm 1442, triều đình tổ chức thi hội cho sĩ nhân trong nước. Nguyễn Trực, Nguyễn Như Đổ, Lương Như Hộc 3 người đỗ tiến sĩ cập đệ; Trần Văn Huy 7 người đỗ tiến sĩ xuất thân; Ngô Sĩ Liên 23 người đỗ đồng tiến sĩ xuất thân. Sai soạn văn bia, dựng bia ghi tên các tiến sĩ. Bia tiến sĩ bắt đầu có từ đây.
Sau khi thi đỗ, Ngô Sĩ Liên đã từng giữ các chức Đô ngự sử dưới triều Lê Nhân Tông, Lê Nghi Dân và Lê Thánh Tông, Lễ bộ,Thị lang, Triều liệt đại phu kiêm Quốc Tử Giám Tư nghiệp kiểm Sử quan tu soạn dưới triều Lê Thánh Tông.

## Biên soạnĐại Việt sử ký toàn thư
Đóng góp to lớn mà Ngô Sĩ Liên còn để lại cho đời sau chính là bộ Đại Việt sử ký toàn thư mà ông đã biên soạn theo lệnh nhà vua, được hoàn tất biên soạn vào năm Kỷ Hợi, niên hiệu Hồng Đức thứ 10 (1479) đời Lê Thánh Tông. Bộ sử gồm 15 quyển, chia thành hai phần:
1. Phần một (ngoại kỷ), gồm 5 quyển, chép từ thời Hồng Bàng đến hết thời Bắc thuộc (năm 938).
2. Phần hai (bản kỷ) gồm 10 quyển, chép từ thời Ngô Quyền dựng nước (năm 938) đến khi vua Lê Lợi lên ngôi (Lê Thái Tổ) vào năm 1428.

Bài tựa Đại Việt sử ký ngoại kỷ toàn thư cũng do Ngô Sĩ Liên viết, có đoạn nêu rõ: 
"Trộm nghĩ: may gặp buổi thịnh trị, tự thẹn không chút báo đền, nên không tự nghĩ sức học kém cỏi, lấy hai bộ sách của các bậc tiên hiền làm trước đây, sửa sang lại, thêm vào một quyển Ngoại kỷ, gồm một số quyển, gọi là Đại Việt sử ký toàn thư. Trong bộ sách này, về sự việc, có việc nào trước kia quên sót thì bổ sung vào; về thể lệ có lệ nào chưa thật đúng thì chỉnh lý lại; về văn có chỗ nào chưa ổn thì đổi thay đi; thảng hoặc có việc nào hay việc nào dở có thể làm gương khuyên răn được thì góp thêm ý kiến quê kệch ở dưới... Tuy những lời khen chê ấy chưa có thể làm công luận cho muôn đời về sau nhưng may ra cũng có thể giúp ích phần nào cho việc tra cứu tìm hiểu...".

## Di sản
Ngày nay, Đại Việt sử ký toàn thư là ghi chép lịch sử chính thức lâu đời nhất của nhà Lê vẫn còn nguyên vẹn trong khi Ngô Sĩ Liên luôn được coi là một trong những nhân vật quan trọng nhất của lịch sử Việt Nam.  Ông được tôn kính tại ngôi làng quê hương của mình, nơi mọi người, dưới triều của vua Tự Đức, đã dựng lên một tấm bia để ca ngợi những thành tựu của nhà sử học.  Một số đường phố, trường học và những nơi khác ở Việt Nam được đặt tên để vinh danh Ngô Sĩ Liên.

## Nhận định
Lời vua Lê Thánh Tông dụ Đô ngự sử đài là Ngô Sĩ Liên và Nghiên Nhân Thọ rằng:
| “                         | Ta mới coi chính sự, sửa mới đức độ, tuân theo điển cũ của thánh tổ thần tông, nên mới tế giao vào đầu mùa xuân. Các ngươi lại bảo tổ tông tế giao cũng không đáng theo!. Các ngươi bảo nước ta đời xưa là hàng phiên bang, thế là các ngươi theo đạo chết, mang lòng không vua. Vả lại, khi Lệ Đức hầu (Lê Nghi Dân) cướp ngôi, Ngô Sĩ Liên chẳng vì hắn trổ tài phong hiến đó sao? Ưu đãi trọng lắm! Nhân Thọ không vì hắn trù hoạch nơi màn trướng đó ư? Ngôi chức cao lắm! Nay Lệ Đức hầu mất nước về tay ta, các ngươi không biết vì ăn lộc mà chết theo hắn lại đi thờ ta. Nếu không nói ra, trong lòng các ngươi không tự hổ thẹn mà chết ư? Thực là bọn gian thần bán nước!". | ” |
| — Đại Việt sử ký toàn thư | |   |